# 一橋学院

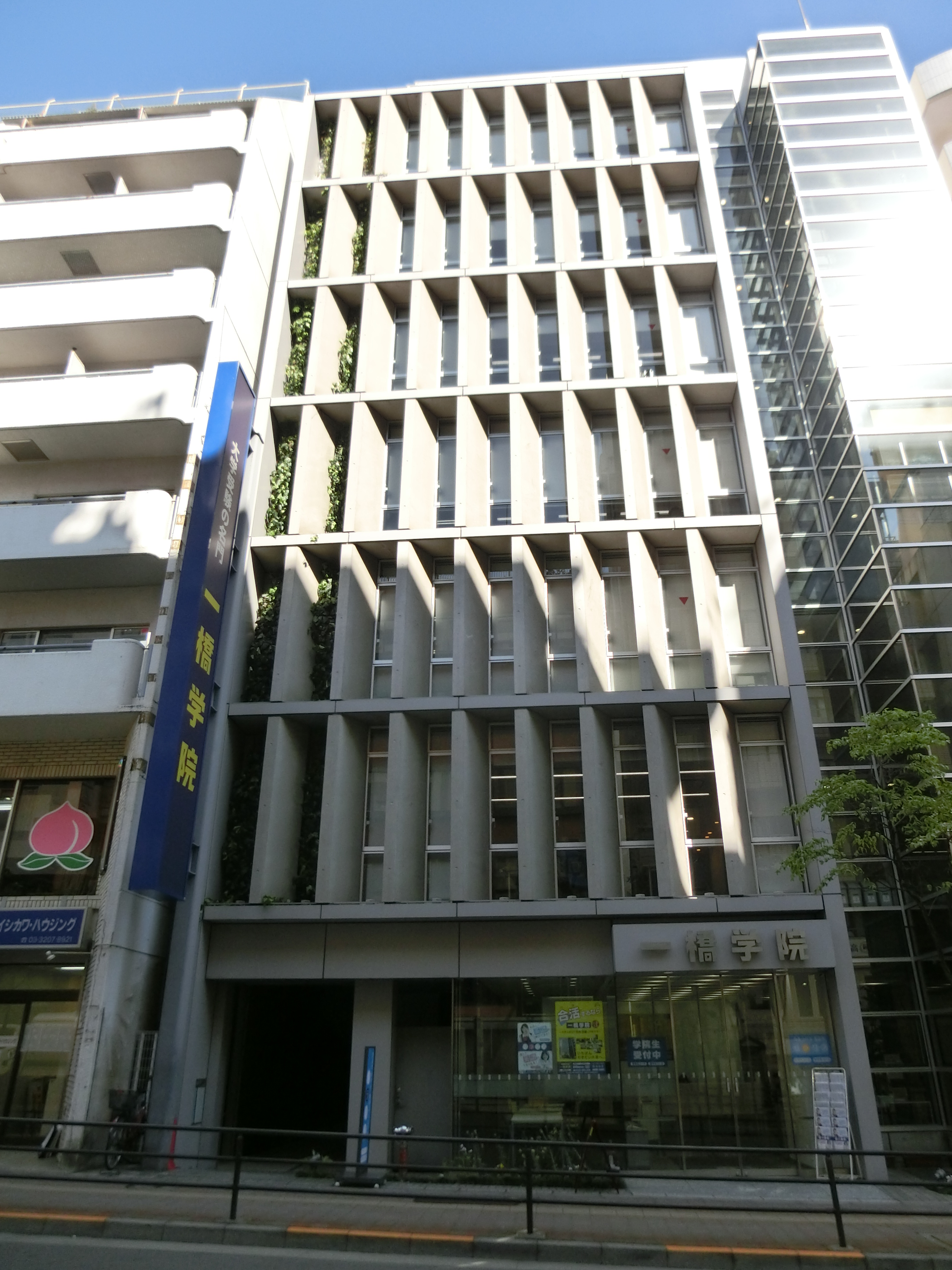
一橋学院校舎

一橋学院（ひとつばしがくいん）は、学校法人東京国際大学（旧称：金子教育団）が運営する大学受験予備校である（本拠地：東京都新宿区高田馬場1-29-5）。現在は少人数教育を理念とした単独校舎の予備校であるが、かつては高田馬場駅周辺に２拠点、八王子・横浜・大宮にも校舎を展開する首都圏有数の予備校であった。事実、1978年から1989年までの入学者総数は85,888人であり、年平均で7,000人を超える入学者があった。各種学校としての正式名称は一橋学院早慶外語であるが、パンフレットや校舎の看板には一橋学院とだけ記されている。

## 教育理念
「一人ひとりの可能性は無限大。一人ひとりの能力を最大限伸ばす少人数教育。」

## 沿革
- 1951年 杉並区高円寺に大学受験の個人塾「一橋学院」を開設。
- 1953年 新宿区大久保に移転し、「一橋学院第一予備校」の名称で各種学校として発足。
- 1955年 運営法人として「学校法人一橋学院」設置認可。
- 1957年 理科系志望者のため、理系クラスを開設。
- 1965年 国際商科大学（現：東京国際大学）を埼玉県川越市に開設。
- 1967年 学力別クラス編成を実施。
- 1971年 運営法人の名称を「学校法人金子教育団」に改称。
- 1973年 チュートリアル制を採用。
- 1977年 一橋大専科・早大専科開設。
- 1984年 生徒の出欠管理にIDカードを採用。オンライン総合情報システム導入で個別指導強化。
- 1996年 毎日テストを採用。
- 2001年 東京国際大学に早稲田サテライト開設。
- 2007年 一橋学院新校舎に移転（新宿区高田馬場1丁目）。
- 2010年 運営法人の名称を「学校法人東京国際大学」に改称。
- 2019年 医学部受験専門予備校として「メディカルコネクト」創設。

## 設置コース

### 高校生コース
認定講座・申込順講座があり、前者の受講には各講座の認定基準を満たす必要がある。
授業の難易度は、基礎・標準・上級といったレベル帯に分けられている。
- 高1コース - 数学・英語・国語
- 高2コース - 数学・英語・国語+
- 高3コース - 数学・英語・国語・理科・地歴公民・小論文・プライムゼミ

授業は毎回録画されており、欠席しても後日映像授業として振り替え受講が可能（授業録画サポート）。
各種「奨学生制度」や「学費減免制度」が設けられている。

### 高卒生コース
高卒クラスは「志望系統別レベル別クラス制度」をとっており、4系統14クラスから構成されている。
入学には、認定テスト・公開模試成績・調査書（通知表）のいずれかにおいて、それぞれの
希望クラスの認定基準を満たす必要がある。
各種「奨学生制度」や「学費減免制度」が設けられている。
- 国公立大理系 - 4クラス（プライム東大理類、プライム国公立大医歯薬クラス、トップレベル国公立大理系、ハイレベル国公立大理系）
- 私立大理系 　- 3クラス（プライム早慶大理系、トップレベル私立大理系、ハイレベル私立大理系）
- 国公立大文系 - 4クラス（プライム東大文類クラス・プライム一橋大クラス、トップレベル国公立大文系、ハイレベル国公立大文系）
- 私立大文系 　- 3クラス（プライム早慶大文系、トップレベル私立大文系、ハイレベル私立大文系）

授業は毎回録画されており、欠席しても後日映像授業として振り替え受講が可能（授業録画サポート）。
各種「奨学生制度」や「学費減免制度」が設けられている。